# Marcel Fischer
Marcel Fischer (Biel, 14 de agosto de 1978) es un deportista suizo que compitió en esgrima, especialista en la modalidad de espada.
Participó en dos Juegos Olímpicos de Verano, obteniendo una medalla de oro en Atenas 2004, en la prueba individual, y el cuarto lugar en Sídney 2000, en la misma prueba. Ganó una medalla de oro en el Campeonato Europeo de Esgrima de 2004, en la prueba individual.

## Palmarés internacional
| Juegos Olímpicos   | Juegos Olímpicos       | Juegos Olímpicos | Juegos Olímpicos  |
| Año                | Lugar                  | Medalla          | Prueba            |
| ------------------ | ---------------------- | ---------------- | ----------------- |
| 2004               | Atenas (Grecia)        | Medalla de oro   | Espada individual |
| Campeonato Europeo |                        |                  |                   |
| Año                | Lugar                  | Medalla          | Prueba            |
| 2004               | Copenhague (Dinamarca) | Medalla de oro   | Espada individual |